# Железничка станица Велико Орашје
Железничка станица Велико Орашје је једна од железничких станица на прузи Мала Крсна—Велика Плана. Налази се насељу Велико Орашје у општини Велика Плана. Пруга се наставља у једном смеру ка Великој Плани и у другом према према Крњево-Трновчету. Железничка станица Велико Орашје састоји се из 3 колосека.